# Zirzen Janka Kollégium
A Zirzen Janka Kollégium a Jászberényi Tanítóképző kollégiuma.

## Története
A Jászberényi Tanítóképző Főiskola kollégiuma az 1980-as évekre kinőtte főiskola főépületének nyugati szárnyában elhelyezett akkori helyét, így ekkora egy új kollégium építése szükségessé vált. Az új kollégium 1986-ban épült fel, mivel ekkor a főiskola fő profilja a tanítóképzés volt, így adta magát, hogy a kollégium a 20. század egyik híres pedagógusáról, a jászberényi születésű Zirzen Jankáról nevezzék el. Az új kollégiumi épületnek a főiskola fejlődésében kettős eredménye lett. Egyrészt növekedett a kollégisták létszáma, korszerűbbé vált a benne lakó hallgatók elhelyezése, másrészt a főépületből kiköltözés lehetővé tette a tanszéki és oktatási állapotoknak a kor igényeinek jobban megfelelő megoldását. Az 1990-es évek elejére már 5-6 megye kivételével az összes megyének volt hallgatója a főiskolán.
A Kollégium 20 év használat után a 2006/2007 tanévben esett át teljes körű felújításon, ezek után 80 háromágyas, illetve 5 kétágyas szoba lett a kollégiumban. Minden szobához külön mosdó, zuhanyzó, WC, gardrób és hűtőszekrény tartozik. Emeletenként található konyha és étkező, 2-2 tanulószoba, valamint televízióval ellátott közösségi tér. Az épület földszinti aulájából két átrium nyílik. Rendelkezésre áll tornaterem, kondicionáló terem és parkettázott táncterem is. Az épület zárt udvarán mintegy 20 személygépjármű részére parkoló, valamint szalonnasütő hely is megtalálható. A főbejáratnál bankautomata, valamint nagyobb kapacitású kerékpártároló került elhelyezésre.